# ミクロコップ
『ミクロコップ』（Dollman）は、1991年制作のSFアクション映画。アルバート・ピュン監督作品。

## 概要
"地球へやって来た身長13インチ（33cm）の警官が、宇宙で最も強力な拳銃である「クルーガーブラスター」を装備してブロンクスの悪人と戦う"という奇想天外なストーリーである。また、地球人で悪役のブラクストン・レッドを演じるのはジャッキー・アール・ヘイリーである。この映画は、『トランサーズ』シリーズでティム・トマーソンと協力したフルムーン・ピクチャーズによって製作されました。

## あらすじ
地球とよく似た惑星アルタラス、バイオレンス・コップのバルドは因縁の悪党スプリッグに宇宙船で逃げられてしまう。バルドも惑星を離れるが追跡中に二人は危険地帯によってアルタラスから遠く離れた地球に飛ばされ不時着する。
そこはNYのブロンクスであり、バルドとスプリッグは地球人に比べると人形サイズだったのだ。バルドはブロンクスの犯罪撲滅の市民運動を行っているシングルマザーのデビーを悪人から助けて知り合う事になる。一方でスプリッグは地球人の悪党ブラクストン・レッドにあっさり殺されていた。ブラクストンはデビーの存在をよく思っておらず、仲間を引き連れて彼女を抹殺しようと攻めてくる。デビーを守るため、バルドは地球の悪人相手に成敗するのだった。

## キャスト
- ブリック・バルド　ティム・トマーソン
- ブラクストン・レッド　ジャッキー・アール・ヘイリー
- デビ・アレハンドロ　カマラ・ロペス
- ケビン・アレハンドロ　ウンベルト・オルティ
- Skyresh　ニコラス・ゲスト
- カリー　マイケル・ホールジー
- キャプテン・シュラー　ユージン・グレイザー

## 備考
ブリック・バルドという名前は過去のアルバート・ピュン監督作品の『ラジオアクティブ・ドリーム』でも登場人物の名前として使用されている。
同Full MoonFeaturesで制作された映画『エイリアン・コレクター』ではティム・トマーソン演じる本作の主人公ブリック・バルドがカメオ出演している。